# Thomas Wessinghage
Thomas Wessinghage (* 22. Februar 1952 in Hagen) ist ein deutscher Mediziner und ehemaliger Leichtathlet. Er stellte am 27. August 1980 in Koblenz einen deutschen Rekord über 1500 Meter (3:31,58 min) auf, der fast 45 Jahre bestand, und wurde 1982 in Athen Europameister über 5000 Meter.
Seine Karriere als Mittel- und Langstreckenläufer erstreckte sich über 20 Jahre. Im Jahre 1981 wurde er Leichtathlet des Jahres, 1985 erhielt er den Rudolf-Harbig-Gedächtnispreis. Zeitweise war er mit der Mittelstreckenläuferin Ellen Wessinghage verheiratet.

## Berufsweg

Thomas Wessinghage 2012 in Middels

Wessinghage schloss 1977 sein Medizinstudium mit dem Staatsexamen ab. Von 1996 bis 2002 war er ärztlicher Direktor und Chefarzt der Rehaklinik Saarschleife in Mettlach-Orscholz; ab 2002 war er Ärztlicher Direktor der Rehaklinik Damp, seit 2008 war er Chefarzt, Ärztlicher Direktor und Geschäftsführer von drei Kliniken der Medical Park AG in Bad Wiessee.
Diese Tätigkeit endete 2020.
Zum 2. Homöopathie Kongress 2011 in Karlsruhe übernahm er die Schirmherrschaft.
Heute ist er Professor an der Deutschen Hochschule für Prävention und Gesundheitsmanagement und deren Prorektor für Hochschulentwicklung und Transfer. Er ist auch als Autor und Fachmann für Gesundheitsthemen sehr aktiv.
Außerdem ist er seit 2022 erster Vorsitzender und Präsident des Deutscher Sportstudio-Verband.
Nach Einschätzung der Bayerischen Landesärztekammer (BLÄK) von 2014 führte Wessinghage den Titel „Prof. Dr. med.“ zu Unrecht, da er „keine Professur an einer medizinischen Fakultät ausübt“.
Seit 2008 führt Wessinghage auf Basis der Genehmigung des Ministeriums für Wirtschaft und Wissenschaft des Saarlandes die Bezeichnung Professor. Im Bundesland Bayern mit dem Zusatz „DHfPG“ (Deutsche Hochschule für Prävention und Gesundheitsmanagement).

## Sportliche Laufbahn
Viermal wurde er für die deutsche Olympiamannschaft nominiert und nahm an 62 Länderkämpfen teil. Damit ist er Rekord-Internationaler des Deutschen Leichtathletik-Verbandes. Wegen eines Knochenbruchs musste der Hagener 1984 auf die Teilnahme an den Olympischen Spielen in Los Angeles verzichten. Er erlief sich 22-mal den Titel Deutscher Meister. Die Europameisterschaft über 5000 Meter, die er 1982 gewann, war sein größter Erfolg. 1979 gewann er den Weltcup über 1500 Meter in Montreal, 1975 den Europacup über 1500 Meter in Nizza, 1983 über 5000 Meter in London. Er erzielte deutsche und Europarekorde, von denen der deutsche Rekord über 2000 Meter (4:52,20 min) noch immer Bestand hat.
Bei seinem Marathondebüt in Berlin 1989 lief Wessinghage 2:26 h.
Thomas Wessinghage hatte bei einer Größe von 1,82 m ein Wettkampfgewicht von 71 kg.

## Erfolge
Thomas Wessinghage wurde 22-mal Deutscher Meister, insbesondere über die 1500 Meter. Seinen größten Erfolg feierte er jedoch über die 5000 Meter. Bei den Europameisterschaften 1982 in Athen gewann er in dieser Disziplin Gold. Außerdem ging Wessinghage bei den Olympischen Spielen 1972 in München und den Olympischen Spielen 1976 in Montreal an den Start.
Alle Erfolge im Überblick:
- 22-maliger Deutscher Meister
- 1972: Olympiateilnehmer
- 1975: Halleneuropameister (1500 m)
- 1976: Olympiateilnehmer
- 1977: Weltrekord mit der deutschen 4-mal-1500-Meter-Staffel (Wessinghage, Harald Hudak, Michael Lederer und Karl Fleschen), bis zum 4. September 2009 gültig
- 1979: Weltcupsieger (1500 m)
- 1980: Halleneuropameister (1500 m)
- 1981: Halleneuropameister (1500 m)
- 1982: Halleneuropameister (1500 m)
- 1982: Europameister (5000 m)

## Persönliche Bestleistungen
- 1500 Meter: 3:31,58 min, 27. August 1980 in Koblenz
- 2000 Meter: 4:52,20 min (deutscher Rekord), 31. August 1982 in Ingelheim
- 3000 Meter: 7:36,75 min
- 5000 Meter: 13:12,78 min